# Tour de France 2012/7. Etappe
Die 7. Etappe der Tour de France 2012 fand am 7. Juli 2012 statt. Sie war 199,0 Kilometer lang und führte von Tomblaine nach Planche des Belles Filles. In den Vogesen gab es zwei Bergwertungen der 3. Kategorie und eine der 1. Kategorie, die gleichzeitig eine Bergankunft war.

## Teilnehmende Teams
- BMC Racing Team (BMC)
- RadioShack-Nissan (RNT)
- Team Europcar (EUC)
- Euskaltel-Euskadi (EUS)
- Lampre-ISD (LAM)
- Liquigas-Cannondale (LIQ)
- Garmin-Sharp (GRS)
- AG2R La Mondiale (ALM)
- Cofidis, le Crédit en Ligne (COF)
- Saur-Sojasun (SAU)
- Sky ProCycling (SKY)
- Lotto Belisol Team (LTS)
- Vacansoleil-DCM (VCD)
- Katusha Team (KAT)
- FDJ-Big Mat (FDJ)
- Rabobank Cycling Team (TLJ)
- Movistar (MOV)
- Team Saxo Bank-Tinkoff Bank (STB)
- Astana Pro Team (AST)
- Omega Pharma-Quick Step (OPQ)
- Orica GreenEdge (OGE)
- Team Argos-Shimano (TGA)

## Strecke
Die Strecke führte in südöstlicher und südlicher Richtung durch die Départements Meurthe-et-Moselle, Vosges und Haute-Saône. Im ersten Drittel war das Profil noch überwiegend flach, bevor die Fahrer die Vogesen erreichten. Dem Tal der Vologne folgend, gelangten sie nach Gérardmer (762 m), wo der Zwischensprint ausgetragen wurde. Nach der ersten Bergwertung, dem Col de Grosse Pierre (954 m), querte die Strecke die Täler der Moselotte und der Mosel. Es folgten die zweite Bergwertung am Col du Mont de Fourche (620 m) und zwei weitere, unkategorisierte Anstiege. Nach der Passage von Plancher-les-Mines mussten die Fahrer den Schlussaufstieg nach Planche des Belles Filles bewältigen, der erstmals auf dem Programm der Tour stand.

## Rennverlauf
182 Fahrer starteten zu dieser Etappe, nachdem acht aufgrund der Folgen des Massensturzes vom Vortag nicht mehr angetreten waren. Nach elf Kilometern versuchten 19 Fahrer sich vom Feld abzusetzen, wurden aber bald wieder eingeholt. Wenig später rissen sieben Fahrer aus dem Feld aus. Es handelte sich um die Franzosen Cyril Gautier und Christophe Riblon, den Schweizer Michael Albasini, den Spanier Luis León Sánchez, den Dänen Chris Anker Sørensen, den Slowaken Martin Velits und den Kasachen Dmitri Fofonow. Der Vorsprung dieser Gruppe pendelte sich bei knapp unter sechs Minuten ein.
Den Zwischensprint in Gérardmer entschied Gautier für sich; Schnellster des Feldes, das zu diesem Zeitpunkt 4:50 Minuten zurücklag, war Peter Sagan. Die Bergpreispunkte am Col de Grosse Pierre und am Col du Mont de Fourche holte sich jeweils Sørensen vor Sánchez. Aufgrund der Tempoverschärfung der Teams Garmin, BMC und Sky verringerte sich der Vorsprung der Ausreißer kontinuierlich. 20 Kilometer vor dem Ziel betrug dieser noch zwei Minuten. Fünf Kilometer vor dem Ende der Etappe, im unteren Teil der Schlusssteigung, wurde mit Sørensen der letzte Ausreißer gestellt.
Im Schlussaufstieg splitterte sich das Feld in zahlreiche kleine Gruppen auf. Mehrere prominente Fahrer konnten dem Tempo der Spitzengruppe nicht mehr folgen, darunter Ivan Basso, Fränk Schleck, Andreas Klöden und der Gesamtführende Fabian Cancellara. An der Spitze des Rennens hielt das Team Sky von Bradley Wiggins das Tempo hoch. Beim letzten, besonders steilen Kilometer lagen noch fünf Fahrer an der Spitze; neben Wiggins auch Cadel Evans, Chris Froome, Vincenzo Nibali und Rein Taaramäe. Als Erster erreichte Froome das Ziel, knapp vor Evans und Wiggins, während Nibali und Taaramäe etwas zurückfielen.
Da Cancellara mit 1:52 Minuten Rückstand (20. Platz) ins Ziel kam, übernahm Wiggins die Spitze des Gesamtklassements, während Froome das Gepunktete Trikot erhielt.

## Punktewertung
| Zwischensprint in Gérardmer nach 103,5 km auf 676 m |             |                            |         |
| 1.                                                  | Frankreich  | Cyril Gautier (EUC)        | 20 Pkt. |
| 2.                                                  | Kasachstan  | Dmitri Fofonow (AST)       | 17 Pkt. |
| 3.                                                  | Spanien     | Luis León Sánchez (RAB)    | 15 Pkt. |
| 4.                                                  | Schweiz     | Michael Albasini (OGE)     | 13 Pkt. |
| 5.                                                  | Frankreich  | Christophe Riblon (ALM)    | 11 Pkt. |
| 6.                                                  | Slowakei    | Martin Velits (OPQ)        | 10 Pkt. |
| 7.                                                  | Danemark    | Chris Anker Sørensen (STB) | 9 Pkt.  |
| 8.                                                  | Slowakei    | Peter Sagan (LIQ)          | 8 Pkt.  |
| 9.                                                  | Australien  | Matthew Goss (OGE)         | 7 Pkt.  |
| 10.                                                 | Sudafrika   | Daryl Impey (OGE)          | 6 Pkt.  |
| 11.                                                 | Deutschland | André Greipel (LTB)        | 5 Pkt.  |
| 12.                                                 | Belarus     | Jauheni Hutarowitsch (FDJ) | 4 Pkt.  |
| 13.                                                 | Australien  | Brett Lancaster (OGE)      | 3 Pkt.  |
| 14.                                                 | Australien  | Baden Cooke (OGE)          | 2 Pkt.  |
| 15.                                                 | Frankreich  | Sandy Casar (FDJ)          | 1 Pkt.  |

| Etappenziel in Planche des Belles Filles nach 199 km auf 1035 m |                        |                       |         |
| 1.                                                              | Vereinigtes Konigreich | Chris Froome (SKY)    | 30 Pkt. |
| 2.                                                              | Australien             | Cadel Evans (BMC)     | 25 Pkt. |
| 3.                                                              | Vereinigtes Konigreich | Bradley Wiggins (SKY) | 22 Pkt. |
| 4.                                                              | Italien                | Vincenzo Nibali (LIQ) | 19 Pkt. |
| 5.                                                              | Estland                | Rein Taaramäe (COF)   | 17 Pkt. |
| 6.                                                              | Spanien                | Haimar Zubeldia (RNT) | 17 Pkt. |
| 7.                                                              | Frankreich             | Pierre Rolland (EUC)  | 13 Pkt. |
| 8.                                                              | Slowenien              | Janez Brajkovič (AST) | 11 Pkt. |
| 9.                                                              | Russland               | Denis Menschow (KAT)  | 9 Pkt.  |
| 10.                                                             | Belgien                | Maxime Monfort (RNT)  | 7 Pkt.  |
| 11.                                                             | Irland                 | Nicolas Roche (ALM)   | 6 Pkt.  |
| 12.                                                             | Luxemburg              | Fränk Schleck (RNT)   | 5 Pkt.  |
| 13.                                                             | Australien             | Richie Porte (SKY)    | 4 Pkt.  |
| 14.                                                             | Australien             | Michael Rogers (SKY)  | 3 Pkt.  |
| 15.                                                             | Frankreich             | Thibaut Pinot (FDJ)   | 2 Pkt.  |

## Bergwertungen

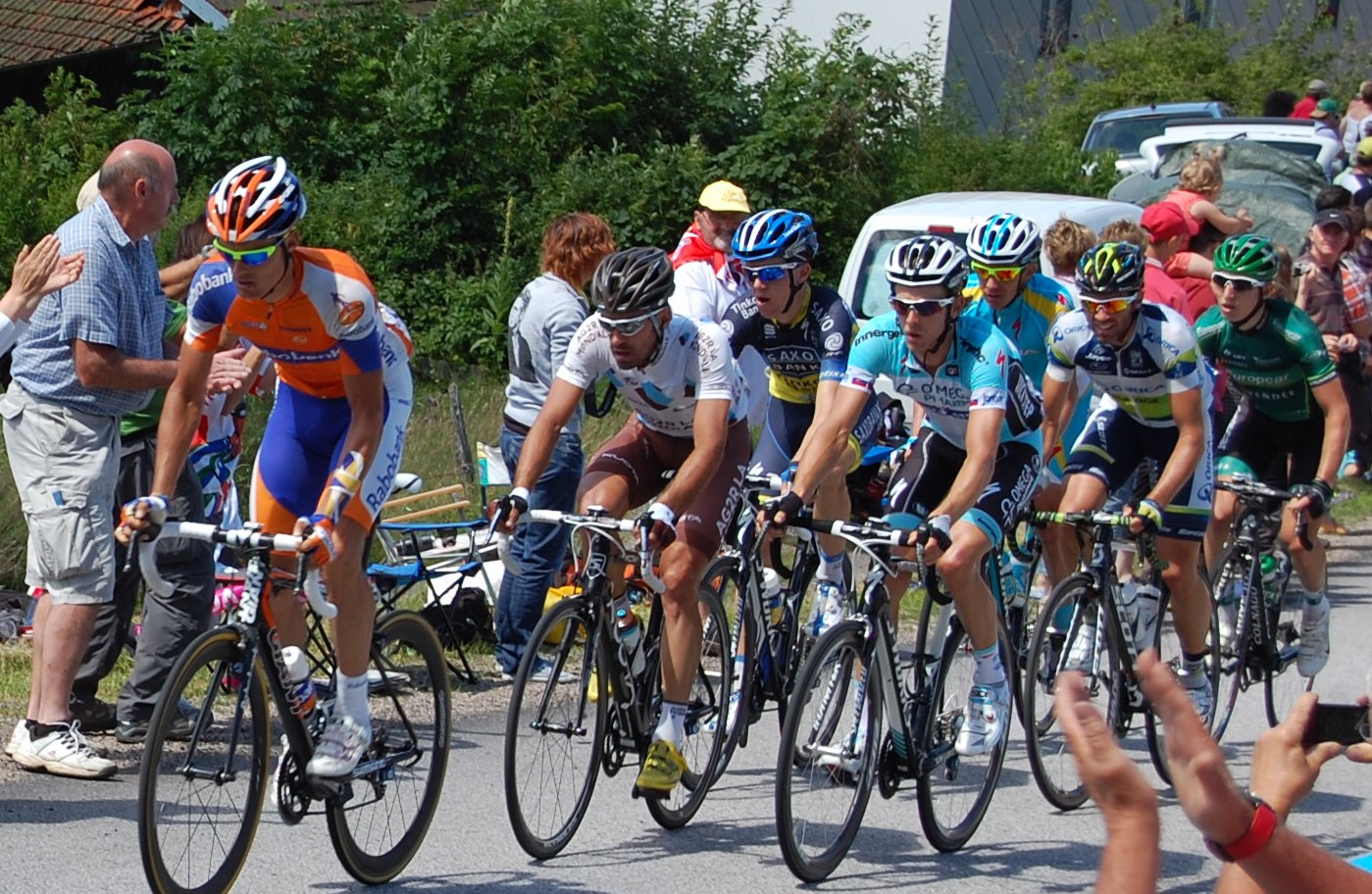
Die Ausreißergruppe am Col de Grosse Pierre; v.l.: Sánchez, Riblon, Velits, Sørensen, Albasini, Fofonow und Gautier

| Col de Grosse Pierre Kategorie 3 nach 112 km auf 954 m 3,1 km bei 6,4 % |          |                            |        |
| 1.                                                                      | Danemark | Chris Anker Sørensen (STB) | 2 Pkt. |
| 2.                                                                      | Spanien  | Luis León Sánchez (RAB)    | 1 Pkt. |

| Col du Mont de Fourche Kategorie 3 nach 150,5 km auf 620 m 3,1 km bei 6,4 % |          |                            |        |
| 1.                                                                          | Danemark | Chris Anker Sørensen (STB) | 2 Pkt. |
| 2.                                                                          | Spanien  | Luis León Sánchez (RAB)    | 1 Pkt. |

| Planche des Belles Filles Kategorie 1 nach 199 km auf 1035 m 5,9 km bei 8,5 % |                        |                       |         |
| 1.                                                                            | Vereinigtes Konigreich | Chris Froome (SKY)    | 20 Pkt. |
| 2.                                                                            | Australien             | Cadel Evans (BMC)     | 16 Pkt. |
| 3.                                                                            | Vereinigtes Konigreich | Bradley Wiggins (SKY) | 12 Pkt. |
| 4.                                                                            | Italien                | Vincenzo Nibali (LIQ) | 8 Pkt.  |
| 5.                                                                            | Estland                | Rein Taaramäe (COF)   | 4 Pkt.  |
| 6.                                                                            | Spanien                | Haimar Zubeldia (RNT) | 2 Pkt.  |

## Aufgaben
- 037 –  Amets Txurruka (Euskaltel-Euskadi): Aufgrund der Folgen eines Sturzes am Vortag nicht zur Etappe angetreten.
- 061 –  Ryder Hesjedal (Garmin-Sharp): Aufgrund der Folgen eines Sturzes am Vortag nicht zur Etappe angetreten.
- 064 –  Robert Hunter (Garmin-Sharp): Aufgrund der Folgen eines Sturzes am Vortag nicht zur Etappe angetreten.
- 074 –  Hubert Dupont (AG2R La Mondiale): Aufgrund der Folgen eines Sturzes am Vortag nicht zur Etappe angetreten.
- 092 –  Anthony Delaplace (AG2R La Mondiale): Aufgabe während der Etappe.
- 133 –  Óscar Freire Gomez (Katusha Team): Aufgrund der Folgen eines Sturzes am Vortag nicht zur Etappe angetreten.
- 159 –  Maarten Wijnants (Rabobank Cycling Team): Aufgrund der Folgen eines Sturzes am Vortag nicht zur Etappe angetreten.
- 164 –  Imanol Erviti (Movistar): Aufgrund der Folgen eines Sturzes am Vortag nicht zur Etappe angetreten.
- 165 –  José Iván Gutiérrez (Movistar): Aufgrund der Folgen eines Sturzes am Vortag nicht zur Etappe angetreten.